# Delias aganippe
The Wood White (Delias aganippe) là một loài bướm thuộc họ Pieridae. Nó là loài đặc hữu của Úc.
Sải cánh dài 60–70 mm.
Ấu trùng ăn Exocarpos, Santalum and Amyema species.

## Hình ảnh

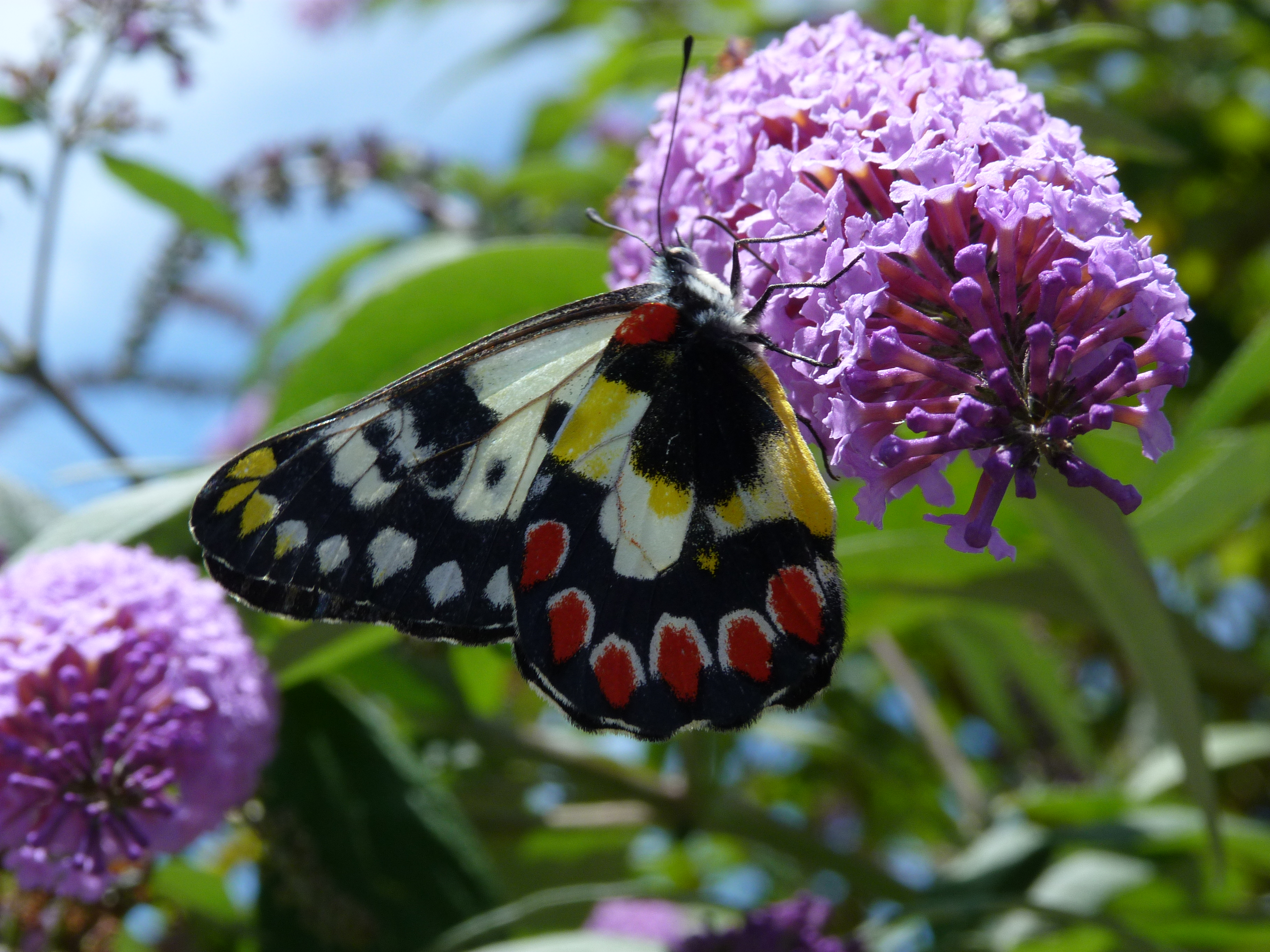
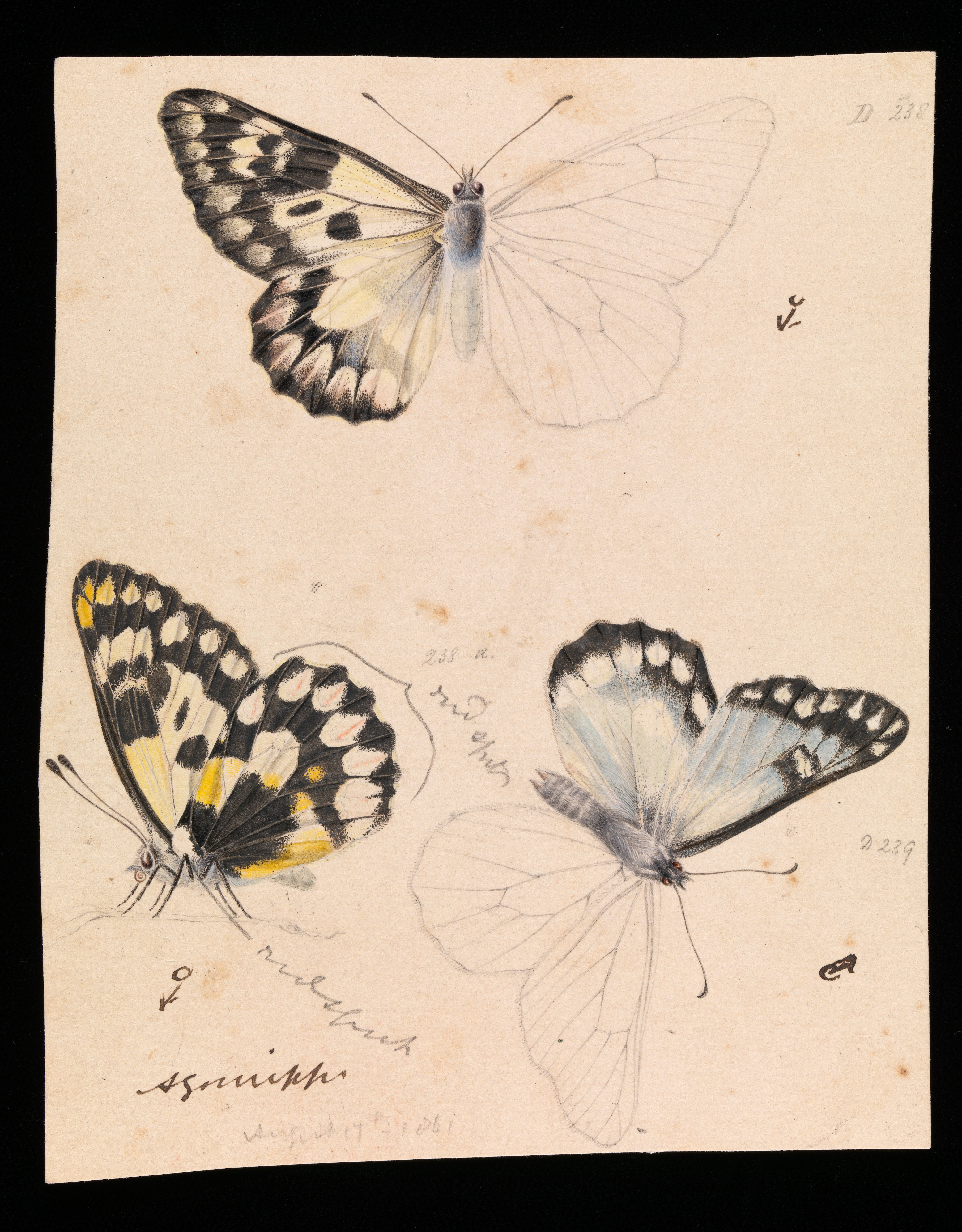